# Jüdische Gemeinde Dolní Bolíkov

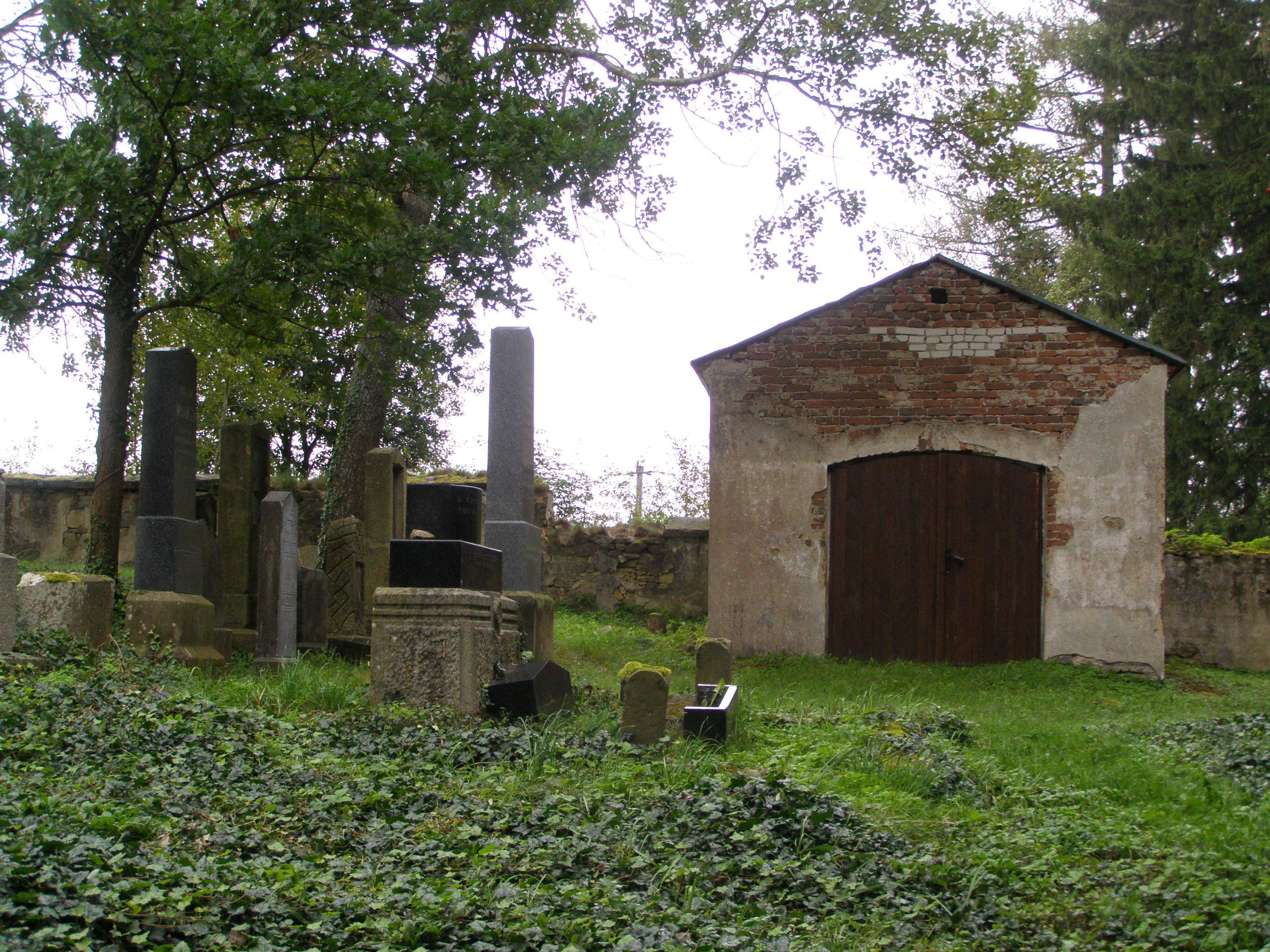
Jüdischer Friedhof in Dolní Bolíkov

Die Jüdische Gemeinde in Dolní Bolíkov (deutsch Wölking), einem Ortsteil der tschechischen Gemeinde Cizkrajov im Okres Jindřichův Hradec der Südböhmischen Region, entstand ab dem 17. Jahrhundert.

## Geschichte
Der erste urkundliche Hinweis auf jüdische Bewohner in Wölking stammt aus dem Jahr 1678. Es handelte sich vermutlich um Flüchtlinge aus Wien, die im Ort Aufnahme fanden.
Bei einem Großbrand im Jahr 1822 wurden auch 20 jüdische Häuser zerstört. Innerhalb weniger Jahre erfolgte der Wiederaufbau.
Nach 1850 verließen die meisten jüdischen Bewohner in kurzer Zeit den Ort, da die Städte ihnen bessere wirtschaftliche Möglichkeiten boten.
Die jüdische Gemeinde wurde Anfang der 1890er Jahre aufgelöst.

## Gemeindeentwicklung
| Jahr    | Juden        |
| ------- | ------------ |
| um 1765 | 14 Familien  |
| um 1800 | 25 Familien  |
| 1830    | 162 Personen |
| 1848    | 160 Personen |
| 1857    | 135 Personen |
| 1869    | 30 Personen  |
| 1880    | 7 Personen   |
| 1921    | 5 Personen   |
| 1930    | 3 Personen   |